# Route nationale 29 (Inde)
Pour les articles homonymes, voir Route nationale 29.
La Route nationale 29 (en anglais : National Highway 29, sigle NH 29), une route nationale  en Inde qui commence à Dabaka (en) et se termine à Jessami (en).

## Tracé
La NH29 traverse Dabaka, Dimapur, Chumukedima, Kohima, Chizami et Jessami,
La NH-29 traverse les États de l'Assam, du Nagaland et du Manipur.
Elle mesure 338,5 km de long.

## Histoire
Cette route faisait auparavant partie des anciennes routes nationales NH 36, NH 39 et NH 150.
En raison de la rationalisation des numéros de routes nationales de l'Inde par notification à la Gazette du 5 mars 2010, elle a été renumérotée Route nationale 29.